# 广东行政首长列表
下表列出歷代广东省历任主要行政首長。

## 中華民國大陸時期

### 廣東省軍政府都督（1911－1916）
1. 胡汉民，1911年11月17日－1911年12月12日
2. 陈炯明，1911年12月12日－1912年4月25日
3. 胡汉民（第二次），1912年4月25日－1913年6月4日
4. 陈炯明（第二次），1913年7月2日－1913年8月3日
5. 龙济光，1913年8月3日－1916年7月6日

### 廣東民政長公署民政長（1913－1914）
1. 胡漢民，1913年6月14日－1913年6月14日
2. 陳昭常（未到任），1913年6月14日
3. 陳炯明（兼署，未就任）1913年6月14日－8月3日
4. 龍濟光（兼署），1913年8月3日－9月13日
5. 李開侁（署）1913年9月13日－1914年5月26日

### 廣東巡按使公署巡按使（1914－1916）
1. 李國筠，1914年5月26日－1915年7月3日
2. 張鳴岐（龍濟光暫兼代），1915年7月3日
3. 龍濟光（兼署），1916年6月21日－7月6日

### 廣東省長公署省長（1916－1926）
1. 朱庆澜，1916年7月6日－1917年8月27日
  - 因朱氏支持孫中山護法，北京政府總統於1917年7月25日，任命刘承恩为广东省长，朱庆澜为广西省长。
  - 7月30日，朱以广东自主，声明非法内阁命令无效。
2. 李耀汉，1917年9月6日－1918年9月22日
3. 翟汪， 1918年9月22日－1919年6月22日
4. 张锦芳（代省長），1919年6月22日 －1920年5月29日
5. 杨永泰，1920年5月29日－1920年10月27日
6. 魏邦平（代省長），1920年10月27日－1920年11月10日
7. 陈炯明，1920年11月10日－1922年4月19日
8. 伍廷芳，1922年4月22日－1922年6月21日
9. 魏邦平，1922年6月21日－1922年8月15日
10. 陈席儒，1922年8月15日－1923年1月19日
11. 胡汉民 （第一次），1923年1月20日－1923年2月22日
12. 徐绍桢，1923年2月22日－1923年5月7日
13. 廖仲恺，1923年5月7日－1924年2月23日
14. 杨庶堪，1924年2月23日－1924年6月12日
15. 廖仲恺 （第二次），1924年6月12日－1924年8月29日
16. 胡汉民 （第二次），1924年9月5日－1925年7月3日
17. 许崇智，1925年7月3日－1925年8月
18. 陈树人，1925年8月－1926年11月10日

### 廣東省政府主席（1926－1945）
1926年11月10日，廣州国民政府下令改組广东省政府委员，省长改稱省政府主席。
1. 孙科， 1926年11月13日－1926年12月7日
2. 李济深，1926年12月7日－1928年7月3日
3. 冯祝万（代省主席），1928年7月3日－1928年12月19日
4. 陈铭枢，1928年12月19日－1931年5月12日
5. 陈济棠，1931年5月12日－1932年5月3日
6. 林翼中，1932年5月3日－1936年7月29日
7. 黄慕松，1936年7月29日－1937年3月
8. 吴铁城，1937年3月－1938年12月23日
9. 李汉魂，1938年12月23日－1945年8月31日

### 日佔時期廣東省政府主席（1938－1945）
1938年10月21日，廣州淪陷。12月11日，日军成立“广东省政府”，後汪兆銘政權成立，廣東省政撥歸汪兆銘政權。
1. 彭东原，1938年10月21日－1940年5月10日
2. 陈耀祖，1940年5月10日－1944年4月4日
3. 汪屺，代省主席, 1944年4月4日－1944年4月14日
4. 陈春圃，1944年4月14日－1945年4月26日
5. 褚民谊，1945年4月26日－1945年8月31日

### 廣東省政府主席（1945－1950）
1945年8月15日，日本宣布无条件投降。8月31日，廣州光復。政府恢復戰前制度。
1. 刘永诰（国民政府特派员），1945年8月31日－1945年9月19日
2. 罗卓英，1945年9月19日－1947年10月3日
3. 宋子文，1947年10月3日－1949年1月24日
4. 薛岳，1949年1月24日－1950年5月

## 中華人民共和國
1949年10月中共在廣東建政，省政府初年沿用國民政府的制度，設主席。1955年改稱省長。文化大革命期間省政府改稱革命委員會。1979年復稱省長。

### 廣東省人民政府主席（1949－1955）
1. 叶剑英，1949年11月6日－1953年9月
2. 陶铸，1953年9月－1955年2月

### 廣東人民委员会省長（1955－1968）
1. 陶铸，1955年2月－1957年8月
2. 陈郁，1957年8月－1967年11月
3. 黄永胜，1967年11月－1968年2月21日

### 廣東省革命委員會主任（1967－1979）
1968年2月21日，廣東省人民政府改稱广东省革命委员会（简称省革委会），省长改稱省革委会主任
1. 黄永胜，1968年2月21日－1969年6月
2. 刘兴元，1969年6月－1972年4月
3. 丁盛，1972年4月－1974年4月
4. 赵紫阳，1974年4月－1975年10月
5. 韦国清，1975年10月－1979年1月

### 廣東省人民政府省長（1979－）
1. 习仲勋，1979年1月－1981年2月
2. 刘田夫，1981年3月－1983年4月
3. 梁灵光，1983年4月－1985年8月
4. 叶选平，1985年8月－1991年5月
5. 朱森林，1991年5月－1996年2月9日
6. 卢瑞华，1996年2月9日－2003年1月
7. 黄华华，2003年1月－2011年11月4日
8. 朱小丹，2011年11月5日－2016年12月30日
9. 马兴瑞，2016年12月30日－2021年12月27日
10. 王伟中，2021年12月27日－

## 參见
- 两广总督
- 广东巡抚